# Fresagrandinaria
Fresagrandinaria ist eine italienische Gemeinde (comune) mit 905 Einwohnern (Stand 31. Dezember 2023) in der Provinz Chieti in den Abruzzen. Die Gemeinde liegt etwa 58 Kilometer südöstlich von Chieti, gehört zur Comunità montana Medio Vastese und grenzt unmittelbar an die Provinz Campobasso (Molise).

## Gemeindepartnerschaften
Fresagrandinaria unterhält Partnerschaften mit folgenden Gemeinden:
- Nowa Sól, Woiwodschaft Lebus
- Püttlingen, Saarland
- Saint-Michel-sur-Orge, Département Essonne
- Senftenberg, Brandenburg
- Veszprém, Komitat Veszprém
- Žamberk, Okres Ústí nad Orlicí

## Verkehr
Durch die Gemeinde führt die Strada Statale 650 di Fondo Valle Trigno von Isernia nach San Salvo.

## Weinbau
In der Gemeinde werden Reben der Sorte Montepulciano für den DOC-Wein Montepulciano d’Abruzzo angebaut.